# 长叶烯
长叶烯（英語：Longifolene）是一种首先从松树树脂的高沸点馏分中分离出的油状碳氢化合物，长叶烯是这种天然产物的俗名，系统命名为(1R,2S,7S,9S)-3,3,7-三甲基-8-亚甲基-三环[5.4.0.02,9]十一碳烯。这个名字来自于提取出这种化合物的特定松树物种：西藏长叶松。
在化学上，长叶烯是一种三环倍半萜烯。这种分子具有手性，在其他松树等高等植物中存在的对映异构体旋光度为+42.73°。其他对映异构体（旋光度−42.73°）在某些特定的真菌和苔藓中少量存在。
长叶烯在有机合成中用于制备手性硼氢化试剂双长叶烯基硼烷。
长叶烯也是正山小种茶中最丰富的两种香味成分之一，因为制茶时要用松火进行熏蒸。

## 全合成
紧凑的结构和官能团的缺少使得长叶烯的全合成为许多研究团队提出精彩合成路线提供了机会。值得注意的几条合成路线是由科里、麦克默里、约翰逊、奥波尔策、和舒尔茨完成的。
| Longifolene total synthesis by Corey.svg |
| 科里长叶烯全合成路线                     |

约翰逊的合成路线的可行性已经现代量子力学计算证实。阳离子级联机理说明该反应经过一个非经典碳正离子中间体。

## 生物合成
长叶烯的生物合成通过法尼基焦磷酸 (1)（也称作法尼基焦磷酸酯）的阳离子聚环化级联完成。末端烯烃首先失去焦磷酸基团并环化形成中间体3，再通过H[1,3]σ迁移转移双键得到中间体4。再进行两次环化之后，中间体6通过1,2-烷基迁移得到长叶烯。

## 用途
硼烷衍生物双长叶烯基硼烷在有机合成中用作手性硼氢化试剂。